# 斯內爾山
斯內爾山（英語：Mount Snell）是南極洲的山峰，位於亞歷山大一世島西北岸的多西島，處於海頓灣入口處附近，海拔高度約500米，現時由南極條約體系管理。